# Barinello
Il barinello (po. barinel/varinel; en. balinger/ballinger) era un veliero di piccole dimensioni (non oltre le 100 t) utilizzato in Europa nel Medioevo per la caccia alla balena, il cabotaggio e il trasporto di truppe in caso di guerra.
Questo natante giocò poi un ruolo fondamentale ai primordi della c.d. "Età delle scoperte". I portoghesi infatti ne fecero largo uso durante la costituzione del loro impero marittimo nella prima metà del XV secolo, per risalire le coste dell'Africa, prima d'inventare la caravella, sviluppata con buona probabilità dal modello del barinello stesso. Il vecchio natante restò comunque in uso per tutto il Quattrocento e ancora ai primordi del XVI secolo compare nella flotta del Viceré d'India Francisco de Almeida.

## Etimologia
L'etimologia della parola "Barinello" non è consensuale ma si ritiene possa derivare al latino ballenariu, derivato da balena, e per tramite dell'italiano allo spagnolo ballener, al portoghese barinel o varinel (più raramente baryne), al catalano balener, all'occitano balenier sino al francese ballenier, lett. "braca attrezzata per la caccia alla balena", da cui poi alla parola di lingua inglese balinger/ballinger.

## Storia
I primi dati storici relativi al barinello risalgono al XIII secolo (venne infatti utilizzato durante la conquista inglese di Anglesey nel 1282) e gli ultimi al XVI. Era un veliero principalmente usato per la caccia alla balena, il cabotaggio e il trasporto di truppe in caso di guerra.
In Inghilterra, paese cui si legano le prime prove scritte relative al barinello, il natante era ampiamente utilizzato per scopi bellici, sia da parte di "privati" sia da parte dell'allora Royal Navy. Le testimonianze sono molteplici. Nel Calendario dei rotoli di brevetto del dicembre 1374, l'armatore Thomas Rede ed il quartiermastro del barinello di Fulston, insieme ad altri, furono arrestati dall'agente del castello di Dover. Nel luglio 1387, i mercanti William Terry, John Tutbury e Peter Stellar di Kingston upon Hull e Walter Were di Grimsby furono accusati di aver "equipaggiato una nave, un barinello e una chiatta a proprie spese per armarsi" contro i nemici del Re." Uno statuto del 1441 relativo alle incursioni dei pirati sulla costa meridionale dell'Inghilterra conteneva una richiesta della Camera dei Comuni al Re Enrico VI di fornire "eight ships with four stages, carrying one with the other 150 men each. Every great ship was to have in its company a barge (chiatta), with 80 men, and a ballinger, with 40; and there were also to be four pinnances, with twenty-five men in each".

## Descrizione
A fronte delle numerose prove documentali della diffusione del barinello nel Medioevo, non ne esiste una coeva raffigurazione né ad oggi è stato rinvenuto un esemplare del natante. Si specula sul fatto che potesse poco differire dalle chiatte attualmente utilizzate sul Tamigi ma con impianto di perforazione quadrato.
Il barinello si distingueva per la mancanza del cassero ed un unico albero a vela quadra/aurica. Il dislocamento era meno di 100 tonnellate, con pescaggio poco profondo, ed un carico utile 30 t. La propulsione del natante era comunque mista vela-remi: il barinello standard, per manovrare sotto-costa o durante le operazioni di combattimento, disponeva di 30 remi..